# José Luís Monteiro

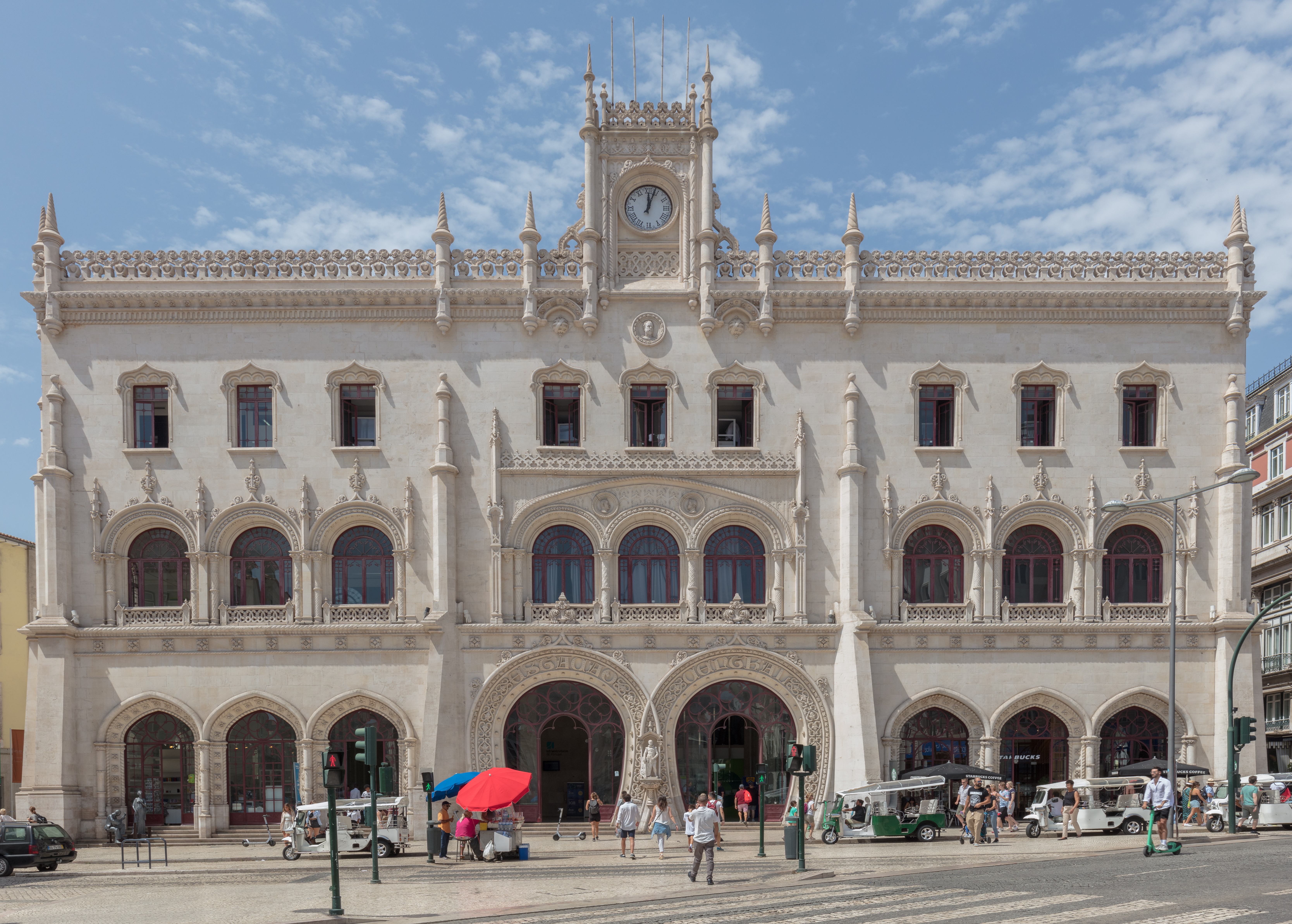
Von Monteiro entworfener Bahnhof Rossio in Lissabon

José Luís Monteiro (* 25. Oktober 1848 in Lissabon; † 27. Januar 1942 ebenda) war ein bedeutender portugiesischer Architekt des 19. Jahrhunderts. Zu seinen bekanntesten Werken gehört der Bahnhof Rossio in Lissabon. 

## Leben
José Luís Monteiro wurde am 25. Oktober 1848 in der Gemeinde São José der portugiesischen Hauptstadt Lissabon geboren, den Großteil seiner Ausbildung erhielt er jedoch in Paris.
Ab 1880 in den darauffolgenden Jahren war Monteiro angestellter Architekt der Lissaboner Stadtverwaltung und gestaltete in diesem Rahmen zahlreiche Gebäude. Sein bekanntestes Werk ist der Bahnhof Rossio (1886/87) im manuelinischen Stil. Er entwarf unter anderem auch das am Bahnhof benachbarte Hotel Avenida Palace (1892) sowie den Salão Portugal da Sociedade de Geografia und die Kirche Igreja dos Anjos (1889). Monteiro entwarf jedoch nicht nur Lissabonner Bauten, ihm wird auch das Chalet Biester in Sintra sowie das Haus Faial in Cascais und eine Mitarbeit am Haus Palmela in Estoril gemeinsam mit den Architekten Thomas Henry Wyatt, Cesar Ianz und José António Gaspar zugeordnet.
Er verstarb am 27. Januar 1942 an seinem Geburtsort in Campo de Ourique.
| Personendaten    | Personendaten             |
| ---------------- | ------------------------- |
| NAME             | Monteiro, José Luís       |
| KURZBESCHREIBUNG | portugiesischer Architekt |
| GEBURTSDATUM     | 25. Oktober 1848          |
| GEBURTSORT       | Lissabon                  |
| STERBEDATUM      | 27. Januar 1942           |
| STERBEORT        | Lissabon                  |